# Никифор Минков
Никифор Ненчев Минков е български фотограф.

## Биография
Роден е през 1838 г. в Карнобат. През 1856 г. заминава за Браила, където изучава фотография при румънския фотограф Козма. След това се доусъвършенства в Румъния, Сърбия и Виена. В периода 1860 – 1862 г. живее в Цариград, където отваря фотоателието „НИКИФОР- КОНСТАНТИНОПОЛ“. Участие в отряда на генерал Михаил Черняев и четата на Панайот Хитов по време на Сръбско-турската война от 1876 г. Лично се познава с Филип Тотю, Хаджи Димитър и Стефан Караджа. Опълченец е в Руско-турската война от 1877 – 1878 г. и притежава удостоверение № 243
След края на войната първоначално е пътуващ фотограф „ателiерь въ Българiа“, а по-късно се установява в Сливен и фирменият му надпис вече е „ателiеръ въ Сливенъ". Виден деец на Сливенското поборническо дружество. Работи повече от 40 години и оставя огромно документално богатство: портрети, изгледи, архитектурни снимки, събития от Сливенския край и от съседните окръзи. Открива фирмено фотографско ателие през 1878 г. в дома на Юрдан Сарайдаров и го наема. Разпокрива покрива на втория етаж и прави ателието със стъкла.
Жени се на 46 години за Мария Сарайдарова - дъщеря на Сарайдарови. Мария се венчава на 16 години и им се раждат три деца. През 1885 г. се е ражда Иванка, кръстена на баба си - Иванка Сарайдарова. След това се раждат Юрдан и Петър, кръстени на бащата и брата на Мария. През 1890 г. и трите деца умират през няколко дена от дифтерит. Последните две са погребани в един ден. През 1892 г. се ражда Христо, 1896 г. - Боян и 1899 г. - Ненчо.
През 1901 г., по случай 25-годишнината от Априлското въстание организира възстановки на боевете в Сливенския балкан, представена в 19 фотографии. В нея участват 40 души от четата на Стоил войвода. Военен консултант е Панайот Хитов.
Сред известните му творби е портретът на Иванка Ботева от края на 1880-те години.
През 1875 година, заедно с братята си Иван и Васил, основава собствена винарска изба, намираща се в квартал „Черковна“ в Карнобат. През 1894 г. печелят златен медал на Световното винено изложение в Брюксел.
Умира през 1928 г., според други източници 1929 г. в Сливен.